# 黒盤
『黒盤』（くろばん）は、斉藤和義のコンピレーション・アルバム。2005年12月7日発売。発売元はSPEEDSTAR RECORDS。規格品番：VICL-61774。枚数限定生産。

## 解説
「激しくてロックな斉藤和義」というイメージの楽曲が選曲された、コンピレーション・アルバム。同時発売の『白盤』とともに、各5万枚限定で発売された。
収録曲のうち、「COLD TUBE」は本アルバム用に新たにミキシングが施された。「ジレンマ」は、1999年7月17日から8月12日にかけて6か所8公演行われた“LIVE HOUSE SPECIAL "ONE PLUS THREE" ツアー”の最終日、ON AIR EAST（現：Shibuya O-EAST）でのライブ音源を収録している。
各楽曲のスタジオ・ミュージシャンを記載した2つ折りのディスクジャケットに、別冊でギターチューニング・コード譜が掲載された歌詞ブックレット、音楽雑誌『cast』編集者によるライナーノーツと『黒盤』『白盤』ダブル購入者向けプレゼント・キャンペーンの募集要項が記載された4つ折りシートが封入された。
ディスクジャケットはタイトル色（黒）の下着を着た女性が被写体となっている。本人の姿は、その2つ折りディスクジャケットの内側ページで見ることが出来る。

## 収録曲
| 全作詞・作曲・編曲: 斉藤和義（※特記以外）。 |                                             |                       |                       |      |
| #                                           | タイトル                                    | 作詞                  | 作曲・編曲            | 時間 |
| 1.                                          | 「ウナナナ」                                | 斉藤和義（※特記以外） | 斉藤和義（※特記以外） | 4:22 |
| 2.                                          | 「劇的な瞬間」                              | 斉藤和義（※特記以外） | 斉藤和義（※特記以外） | 4:02 |
| 3.                                          | 「砂漠に赤い花」(※共同編曲: 片山敦夫)       | 斉藤和義（※特記以外） | 斉藤和義（※特記以外） | 3:34 |
| 4.                                          | 「歩いて帰ろう」(※共同編曲: 松尾一彦)       | 斉藤和義（※特記以外） | 斉藤和義（※特記以外） | 3:28 |
| 5.                                          | 「ドライブ」                                | 斉藤和義（※特記以外） | 斉藤和義（※特記以外） | 5:28 |
| 6.                                          | 「COLD TUBE」(ANOTHER MIX)                  | 斉藤和義（※特記以外） | 斉藤和義（※特記以外） | 4:12 |
| 7.                                          | 「Mojo Life」                               | 斉藤和義（※特記以外） | 斉藤和義（※特記以外） | 3:44 |
| 8.                                          | 「ジレンマ」(LIVE AT ON AIR EAST '99.08.12) | 斉藤和義（※特記以外） | 斉藤和義（※特記以外） | 5:44 |
| 9.                                          | 「ささくれ」                                | 斉藤和義（※特記以外） | 斉藤和義（※特記以外） | 4:05 |
| 10.                                         | 「わすれもの」                              | 斉藤和義（※特記以外） | 斉藤和義（※特記以外） | 4:49 |
| 合計時間:                                   | 合計時間:                                   | 43:28                 |                       |      |

## 関連作品
- 初収録アルバム
  - WONDERFUL FISH - M-4
  - FIRE DOG - M-3
  - ジレンマ - M-5・8
  - COLD TUBE - M-6
  - Collection "B" - M-1
  - HALF - M-7
  - 35 STONES - M-2・9
  - NOWHERE LAND - M-10